# NGC 1332
NGC 1332 je čočková galaxie v souhvězdí Eridanu. Objevil ji William Herschel 9. prosince 1784.
Od Země je vzdálená 80 milionů světelných let a patří do kupy galaxií v Eridanu.
Tuto galaxii je možné pozorovat i menším hvězdářským dalekohledem a díky své poloze se jeví jako výrazně protažená.
Velký hvězdářský dalekohled může ukázat i slabou eliptickou galaxii NGC 1331, která je těsně u ní na východní straně.